# Aeroportul Eagle Lake
Aeroportul Eagle Lake (IATA: ELA, ICAO: KELA, FAA LID: ELA) este un aeroport din Texas, Statele Unite ale Americii.
Situat la o altitudine de 56,05272 m, aeroportul dispune de 1 pistă.

## Infrastructură

### Piste
Aeroportul dispune de o singură pistă. Pista 17/35 are suprafața de asfalt și dimensiunile 3.801 picioare × 60 picioare. 